# Autostrada A6 (Svizzera)
L'autostrada A6 è un'autostrada della Svizzera che collega Biel/Bienne, Berna e Thun dove si raccorda con l'A8. È lunga 71 km. Finisce improvvisamente a Wimmis nella Simmental in quanto il progettato prolungamento fino al Vallese è stato abbandonato.
Avrebbe dovuto seguire la valle della Simmental, oltrepassare il passo del Rawil con una galleria di 10 km e scendere attraverso Leukerbad. Attualmente tale passo (2429 metri) è percorso solo da un sentiero. Gli unici collegamenti stradali fra il Vallese ed il resto della Svizzera sono l'A9, le navette per automobili attraverso il Traforo del Lötschberg e quelle attraverso il Furka di Base. Esistono anche strade attraverso i passi del Grimsel e della Novena, ma sono aperte solo in estate.